# 1958
1958 (MCMLVIII) je bilo navadno leto, ki se je po gregorijanskem koledarju začelo na sredo.

## Dogodki
- 1. januar - z uveljavitvijo rimske pogodbe je ustanovljena Evropska gospodarska skupnost, danes eden od stebrov Evropske unije.
- 4. januar - sovjetski satelit Sputnik 1 pade proti Zemlji in zgori v ozračju.
- 31. januar - Združene države Amerike uspešno izstrelijo svoj prvi satelit, Explorer 1.
- 1. februar - z združitvijo Egipta in Sirije nastane kratkotrajna Združena arabska republika.
- 6. februar - v letalski nesreči ob poskusu vzleta z letališča v Münchnu umre osem nogometašev angleškega kluba Manchester United, t. i. »Busbyjevih mladcev«, in še 15 drugih potnikov.
- 13. januar- v rudniku Trbovlje zaradi nezadovoljstva rudarjev z delovnimi pogoji in plačilom izbruhne prva organizirana stavka v Jugoslaviji po drugi svetovni vojni.
- 14. februar - hašimitski kraljestvi Irak in Jordanija se združita v Arabsko federacijo z iraškim kraljem Fajsalom II. na čelu države.
- 17. februar - v Združenem kraljestvu se začne kampanja za jedrsko razorožitev pod vodstvom Bertranda Russella.
- 24. februar - z oddajanjem prične Guevarov Radio Rebelde na Kubi.
- 27. marec - Nikita Hruščov postane ministrski predsednik Sovjetske zveze.
- 3. april - Castrovi uporniki napadejo Havano.
- 17. april - belgijski kralj Baudouin I. uradno odpre svetovno razstavo Expo 58 v Bruslju.
- 1. junij - Charles de Gaulle se zaradi politične krize v državi za šest mesecev vrne na čelo Francije.
- 29. junij - Svetovno prvenstvo v nogometu se konča z zmago brazilske reprezentance.
- 9. julij - potres sproži plaz v zalivu Lituya na Aljaski, ki povzroči cunami, visok 524 metrov.
- 15. julij - 5000 ameriških marincev pristane v Bejrutu da bi varovali proameriško vlado Libanona.
- 29. julij - ameriški kongres ustanovi agencijo NASA.
- 3. avgust - podmornica USS Nautilus kot prvo plovilo prečka severni tečaj pod vodo.
- 1. september - prične se prvi spor med Islandijo in Združenim kraljestvom glede ribolovnih pravic v severnem Atlantiku.
- 12. september - Jack St. Clair Kilby zgradi prvo integrirano vezje v laboratorijih podjetja Texas Instruments.[1]
- 28. september - s sprejetjem nove ustave na referendumu se prične Peta francoska republika.
- 2. oktober - Gvineja razglasi neodvisnost od Francije.
- 11. oktober - z oddajanjem prične televizijski program RTV Slovenija.
- 23. oktober - izšel prvi strip  o Smrkcih.
- 28. oktober - Papež Janez XXIII. nasledi Pija XII. na čelu Rimskokatoliške cerkve.
- 10. november - s skladbo Joaa Gilberta je v Riu de Janeiru rojena bossa nova.
- 25. november - Francoski Sudan postane avtonomen del Francoske skupnosti.
- 29. november - Čad, Republika Kongo in Gabon postanejo avtonomne republike znotraj Francoske skupnosti.
- 20. december - zadnja vožnja ljubljanskega tramvaja.
- 21. december - Charles de Gaulle je izvoljen za predsednika Francije.
- 29. december - uporniki pod vodstvom Cheja Guevare napadejo mesto Santa Clara. Dva dni kasneje, na silvestrovo, odstopi diktator Fulgencio Batista.

## Rojstva
- 15. januar - Boris Tadić, srbski politik
- 29. januar - Slavko Gaber, slovenski politik in univerzitetni učitelj
- 16. februar - Ice-T, ameriški raper in igralec
- 10. marec - Sharon Stone, ameriška igralka
- 11. marec - Eddie Lawson, ameriški motociklistični dirkač
- 14. marec - Albert II. Grimaldi, monaški knez
- 20. marec - Holly Hunter, ameriška filmska igralka in producentka
- 21. marec - Gary Oldman, angleški igralec in glasbenik
- 9. april - Slavko Avsenik mlajši, slovenski skladatelj, pianist, producent in urednik
- 15. april - Benjamin Zephaniah, angleški pisatelj, glasbenik in pesnik
- 29. april - Michelle Pfeiffer, ameriška igralka
- 1. maj - Jelka Godec Schmidt, slovenska ilustratorka in pisateljica
- 17. maj - Orest Jarh, slovenski fizik
- 21. maj - Curtis Tracy McMullen, ameriški matematik
- 16. junij: 
  - Nace Junkar, slovenski glasbenik
  - Zoran Predin, slovenski glasbenik
- 19. junij - Sergej Makarov, ruski hokejist
- 26. junij - Andrej Grafenauer, slovenski kitarist in glasbeni pedagog
- 8. julij - Kevin Bacon, ameriški igralec
- 7. avgust - Bruce Dickinson, angleški glasbenik
- 16. avgust - Madonna, ameriška glasbenica
- 25. avgust - Tim Burton, ameriški filmski režiser
- 29. avgust - Michael Jackson, ameriški pevec († 2009)
- 10. september - Chris Columbus, ameriški režiser
- 17. september - Janez Janša, slovenski politik
- 22. september:
  - Andrea Bocelli, italijanski tenorist
  - Vinko Möderndorfer, slovenski pesnik, pisatelj, dramatik in režiser
- 8. oktober - Ursula von der Leyen, nemška političarka in predsednica Evropske komisije
- 10. oktober − Tanya Tucker, ameriška glasbenica
- 20. oktober:
  - Ivo Pogorelić, hrvaški pianist
  - Viggo Mortensen, dansko-ameriški igralec
- 22. november - Jamie Lee Curtis, ameriška igralka in pisateljica
- 30. november – Stacey Q, ameriška pevka
- 10. december - Cornelia Funke, nemška pisateljica
- 22. december - Marko Sosič, slovenski pisatelj in režiser († 2021)

## Smrti
- 12. februar - Douglas Rayner Hartree, angleški matematik in fizik (* 1897)
- 21. februar - Duncan Edwards, angleški nogometaš (* 1936)
- 7. marec - Lili Novy, slovenska pesnica in prevajalka (* 1885)
- 29. marec - Rajko Nahtigal, slovenski slavist in filolog (* 1877)
- 16. april - Rosalind Franklin, angleška biofizičarka (* 1920)
- 12. maj - Irma Sèthe, belgijska violinistka  (* 1876)
- 29. maj - Juan Ramón Jiménez, španski pesnik, nobelovec (* 1881)
- 16. junij - Imre Nagy, madžarski politik (* 1896)
- 20. junij - Kurt Alder, nemški kemik, nobelovec (* 1902)
- 14. julij - Fajsal II., iraški kralj (* 1935)
- 26. julij - Iven Carl Kincheloe mlajši, ameriški vojaški pilot (* 1928)
- 3. avgust - Peter Collins, britanski dirkač Formule 1 (* 1931)
- 14. avgust - Frédéric Joliot-Curie, francoski fizik (* 1900)
- 22. avgust - Roger Martin du Gard, francoski pisatelj, nobelovec (* 1881)
- 27. avgust - Ernest Lawrence, ameriški fizik, nobelovec (* 1901)
- 22. september - Izidor Cankar, slovenski umetnostni zgodovinar in pisatelj (* 1886)
- 25. september - John Broadus Watson, ameriški psiholog (* 1878)
- 9. oktober - Papež Pij XII. (* 1876)
- 24. oktober - George Edward Moore, angleški filozof (* 1873)
- 19. november - Vittorio Ambrosio, italijanski general (* 1879)
- 24. november - Robert Cecil, angleški politik in diplomat, nobelovec (* 1864)
- 27. november - Artur Rodziński, poljski skladatelj (* 1892)
- 15. december - Wolfgang Ernst Pauli, avstrijski fizik, nobelovec (* 1900)

## Nobelove nagrade
- Fizika - Pavel Aleksejevič Čerenkov, Ilja Mihajlovič Frank, Igor Jevgenjevič Tamm
- Kemija - Frederick Sanger
- Fiziologija ali medicina - George Wells Beadle, Edward Lawrie Tatum, Joshua Lederberg
- Književnost - Boris Leonidovič Pasternak
- Mir - Georges Pire